# Lenguas zenati
Las lenguas zenati forman un subgrupo de las lenguas bereberes septentrionales Cuentan con más de cuatro millones de hablantes, diseminados sobre un espacio extenso y constituido de varios fragmentos, enclavados en áreas arabófonas a través del Magreb.

## Variedades de las lenguas zenati

### Maarten Kossmann (2013)
Según el lingüista Martin Kossmann (2013), el concepto de lenguas zenati es una agrupación bastante arbitraria, en la que se incluyen las siguientes variedades:
- El idioma rifeño, tarifit, tarifacht o chelja, es una lengua zenati hablada por los rifeños, los habitantes de la región del Rif, en el nordeste de Marruecos. El rifeño es también hablado en Argelia, en los pueblos cercanos a la frontera, en la ciudad argelina de Arzew, y en la ciudad de Melilla, en España. El rifeño tiene entre 6 y 7 millones de hablantes.

- El idioma iznasen es el rifeño oriental, (noreste de Marruecos).

- Las lenguas zenati del este de Marruecos son un continuo dialectal de lenguas bereberes septentrionales del grupo de las lenguas zenati, hablado en la provincia de Yerada, en el Reino de Marruecos, en el suroeste de Uchda, estas lenguas pertenecen al grupo dialectal de las lenguas zenati y están bastante relacionadas con las lenguas rifeñas, así como con el dialecto de beni snous, hablado en la frontera entre Argelia y Marruecos. Las lenguas zenati del este de Marruecos, son habladas por las tribus imazighen.

- Lenguas zenati del Atlas medio oriental: Ait Seghrouchen y un grupo de dialectos incluyendo el Ait Warain, Ait Alaham, Marmusha, Aït Yub, y Aït Morghi (norte-centro de Marruecos).

- Los dialectos zenati de Argelia Occidental son un conjunto difuso de lenguas zenati habladas en el noroeste de Argelia, al oeste de la capital nacional, Argel. El grupo incluye al idioma shenwa y a los dialectos: At Menasser, Bissa y At Frah, también incluye a los dialectos zenati hablados en Blida, Médéa y Ouarsenis, al dialecto sheliff, al dialecto de beni snous y al Tamazight del Atlas de Blida, hablado en Blida, el Atlas del Tell y la Mitidja.[2]

- Idioma chaoui, alrededor de Batna y Jenchela, al sur de Constantina, en Argelia.

- Lenguas mzab-wargla (oasis del norte del Sáhara):

- - Bereber de Orán Sur, sur de Orán y Figuig, en los ksars a lo largo de la frontera entre Argelia y Marruecos y en Figuig en el sureste de Marruecos.

- - Idioma gurara, lengua bereber (Taznatit) (Gurara, suroeste de Argelia, alrededor de Timimoun).

- - Idioma tidikelt, es un idioma zenati de la familia de las lenguas bereber hablado en Argelia, es una lengua mzab-wargla, se habla en la Provincia de Tamanrasset.

- - Idioma tuwat (Tuat, Argelia).

- - Idioma mozabita, también conocido como Mzab, Tumzabt (Sáhara argelino del norte, cerca de Gardaya).

- - Idioma ouargli, (Wargla, Ouargli, Teggargrent), norte del Sáhara argelino, cerca de Uargla.

- - Idioma tugurt, (Oued Righ), alrededor de Tuggurt y Tamacine, en Argelia.

- Lenguas zenati orientales, que incluyen:

- - El idioma bereber de Sened, en Túnez, una lengua extinta durante el siglo XX.

- - El idioma bereber de Yerba, hablado en la isla de Yerba, en el sur de Túnez.

- - El idioma bereber de Matmata, hablado en los pueblos bereberes de Tamezret, Taoujout y Zraoua, en el sur de Túnez.

- - El idioma bereber de Tataouine, hablado en los pueblos bereberes de Chenini y Douiret, en el sur de Túnez.

- - El idioma bereber de Zuara, hablado en la ciudad de Zuara, en Libia.

### Blench & Dendo (2006)
Según los lingüistas Blench & Dendo (2006), las lenguas zenati consisten en solo tres idiomas distintos, mientras que el resto, son dialectos:
- Idioma rifeño, hablado en la región del Rif, en Marruecos.
- Lenguas mzab-wargla, (Gurara, Mzab, Wargla, Gardaya, Tugurt, Figuig).
- Zenati Oriental (Tmagurt, Sened, Jerba, y Tamezret.)

## Características
Según Kossmann (1999: 31-32, 86, 172), las innovaciones comunes que definen los idiomas Zenati incluyen:
- La vocal a- en los prefijos nominales se elimina en varias palabras cuando precede a CV, donde C es una sola consonante y V es una vocal completa (no schwa). Por ejemplo, afus "mano" se reemplaza con fus. (Un desarrollo similar se encuentra en algunas lenguas bereberes orientales, pero no en Nafusi).
- Los verbos cuyas formas aorísticas originales terminan en -u mientras que sus formas perfectas terminan en -a terminan con -a en el aoristo, dejando la distinción aoristo / perfecto sin marcar para estos verbos. Por ejemplo, * ktu "olvidar", Siwi ttu, se convierte en Ouargli tta. (Esto también afecta a Nafusi.)
- Verbos que consisten en dos consonantes en otras partes del mundo de una o más clases en Berber:[5][6] una donde aparece una variable final en la forma perfecta, y otra que sigue sin tener una final vocal en el perfecto En Zenati, esta última clase se ha fusionado por completo en la perfecta, con la única excepción de la perfección negativa de "want s". Por ejemplo, Cabilio (no Zenati) gər "throw", pf. -gər (int -ggar), correspondiente a Ouargli (Zenati) gər, pf. -gru. (Este cambio también afecta a Nafusi, Basset (1929: 9) da ejemplos donde aparece en Shenwa.)
- Proto-Berber * -əβ se ha convertido en -i en Zenati.[7]  Por ejemplo, * arəβ "escribir" se convierte en ari. (Este cambio también ocurre en el dialecto Tamazight del Atlas Central de Izayan, Nafusi y Siwi).
- Proto-Berber palatalised k'and g ', correspondientes a k y g en variedades no Zenati, se convierten en š y ž en Zenati (para un buen número de coincidencias irregulares para esto). Por ejemplo, k'ăm "you ( f. sg.) "se convierte en šəm. (Este cambio también ocurre en Nafusi y Siwi).
- Chaker (1972),[8]  al expresar incertidumbre sobre la coherencia lingüística de Zenati, señala como elementos compartidos de Zenati:
- Un sufijo proximal demostrativo "this" -u, en lugar de -a
- Una final: en el perfecto de los verbos de dos consonantes, en lugar de -a (por ejemplo, yə-nsu "durmió" en lugar de yə-nsa en otra parte)

Estas características identifican un subconjunto predominante de bereber que los mencionados anteriormente, principalmente las variedades del norte del Sahara; excluyen, por ejemplo, al idioma chaoui y a todos, excepto a los dialectos rifeños orientales.

## Reparto geográfico

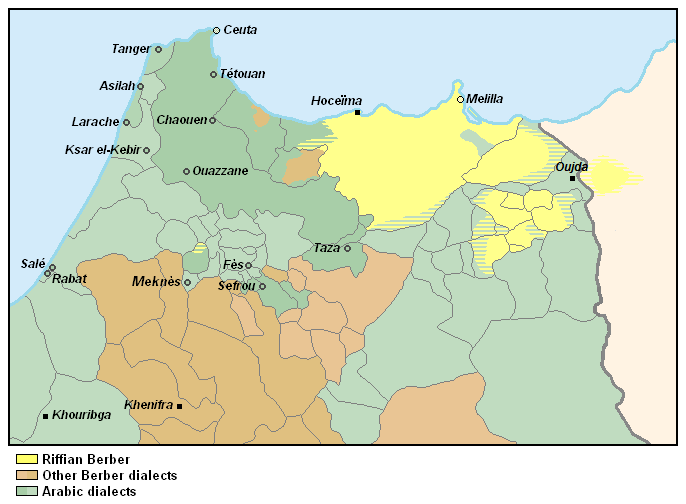
Distribución geográfica del Idioma rifeño.
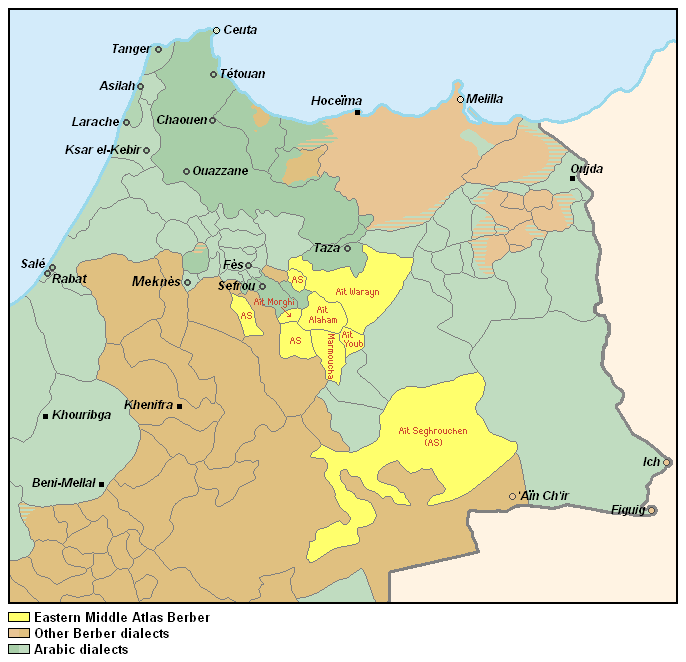
Distribución geográfica de las lenguas zenati del Atlas medio oriental.
Distribución geográfica de los Dialectos zenati de Argelia Occidental.
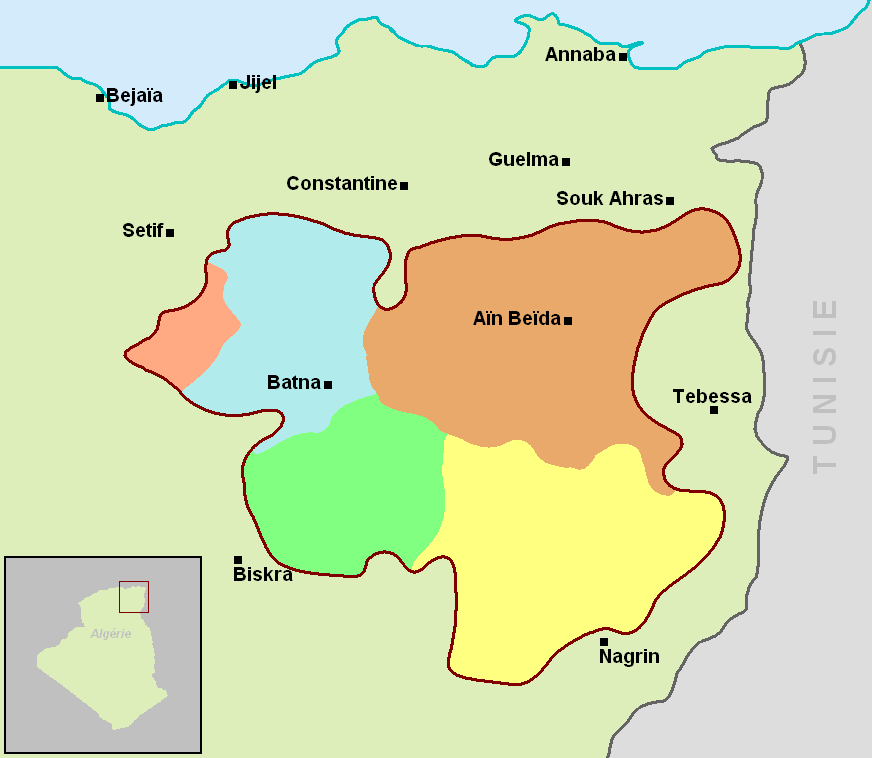
Distribución geográfica de los dialectos del Idioma chaoui.
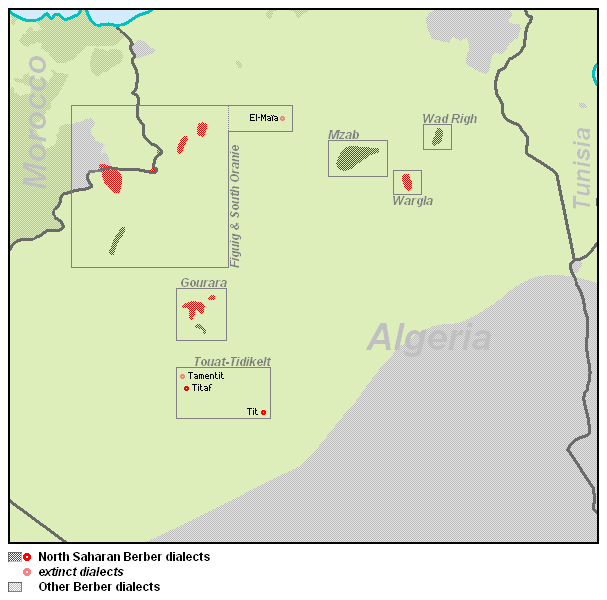
Distribución de las Lenguas mzab-wargla del norte del Sahara.
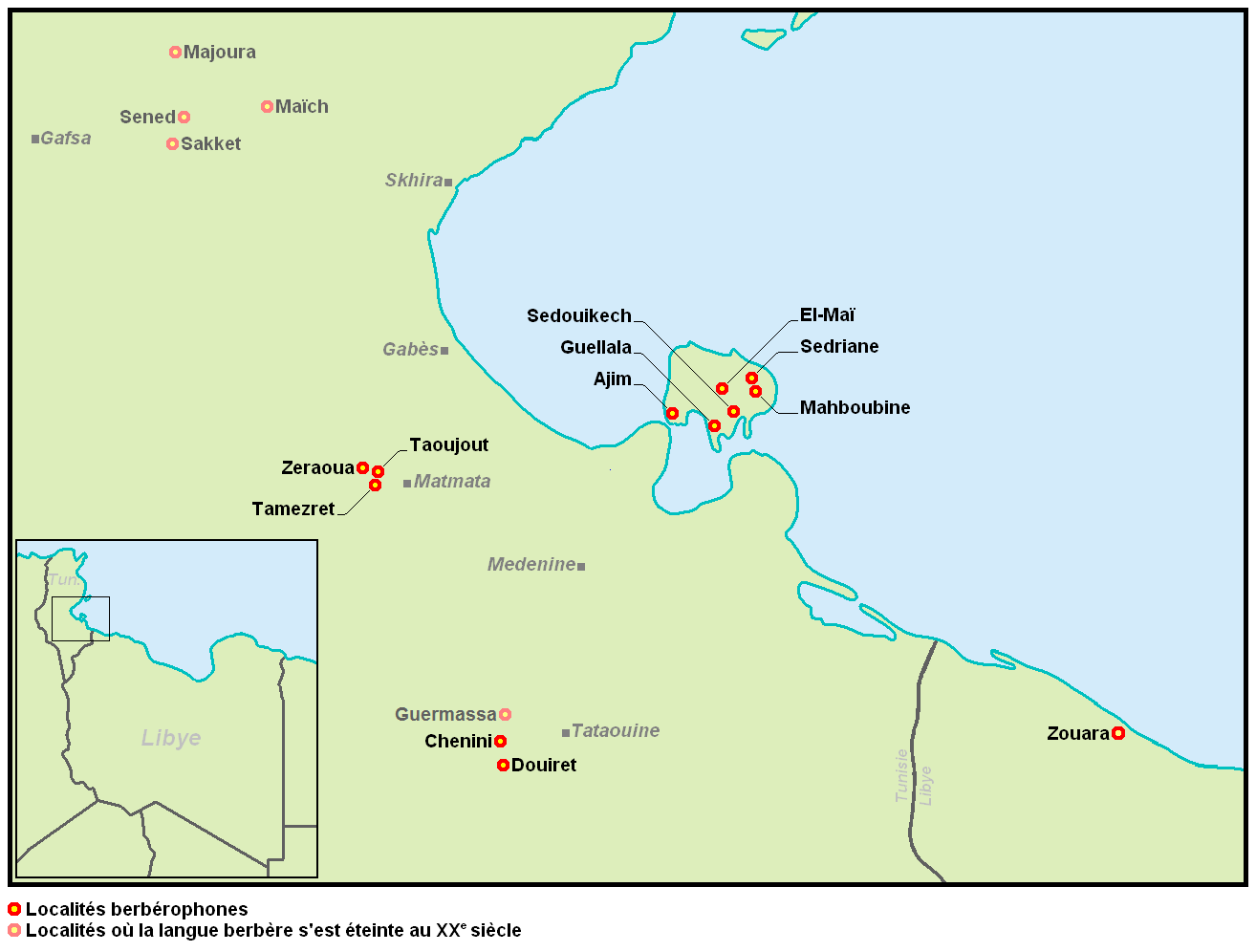
Distribución de las lenguas zenati orientales.

## Anexos